# Politisch motivierte Kriminalität
Politisch motivierte Kriminalität (PMK) bezeichnet ein Definitionssystem zur statistischen Erfassung politisch motivierter Straftaten innerhalb der Bundesrepublik Deutschland, die weniger als ein Prozent aller Straftaten ausmachen. Dieses wurde 2001 durch Beschluss der Innenministerkonferenz bundesweit eingeführt.
Von 2003 bis 2016 verdoppelte sich die Anzahl der Fälle. Nach einem Rückgang 2017 und 2018 erreichten die Zahlen 2019 fast wieder den Wert von 2016. Mehr als die Hälfte der Fälle sind rechtsmotivierte Straftaten.

## Definition
Die PMK-Statistik erfasst:
a) Straftaten, die Tatbestände der Staatsschutzdelikte umfassen, werden immer als PMK erfasst, selbst wenn eine politische Motivation im Einzelfall nicht festgestellt werden kann. Die Staatsschutzdelikte umfassen u. a. den Friedens- und Hochverrat, das Verwenden von Kennzeichen verfassungswidriger Organisationen, die Verunglimpfung des Staates und seiner Symbole, die Bildung terroristischer Vereinigungen und die Verschleppung.
b) Straftaten, bei denen in Würdigung der Umstände der Tat und/oder der Einstellung des Täters Anhaltspunkte dafür vorliegen, dass sie
1. den demokratischen Willensbildungsprozess beeinflussen sollen, der Erreichung oder Verhinderung politischer Ziele dienen oder sich gegen die Realisierung politischer Entscheidungen richten,
2. sich gegen die freiheitlich demokratische Grundordnung bzw. eines ihrer Wesensmerkmale, den Bestand und die Sicherheit des Bundes oder eines Landes richten, oder eine ungesetzliche Beeinträchtigung der Amtsführung von Mitgliedern der Verfassungsorgane des Bundes oder eines Landes zum Ziel haben,
3. durch Anwendung von Gewalt oder darauf gerichtete Vorbereitungshandlungen auswärtige Belange der Bundesrepublik Deutschland gefährden oder
4. gegen eine Person gerichtet sind, wegen ihrer politischen Einstellung, Nationalität, Volkszugehörigkeit, Rasse, Hautfarbe, Religion, Weltanschauung, Herkunft oder aufgrund ihres äußeren Erscheinungsbildes, ihrer Behinderung, ihrer sexuellen Orientierung oder ihres gesellschaftlichen Status und die Tathandlung damit im Kausalzusammenhang steht bzw. sich in diesem Zusammenhang gegen eine Institution/Sache oder ein Objekt richtet.

Die PMK-Statistik unterteilt die erfassten Straftaten in die fünf Phänomenbereiche politisch motivierter Kriminalität „links“ (PMK-links), „rechts“ (PMK-rechts), „ausländische Ideologie“ (PMK – ausländische Ideologie), „religiöse Ideologie“ (PMK – religiöse Ideologie) und „sonstige bzw. nicht zuzuordnen“ (PMK-sonstige).
- Als Politisch motivierte Kriminalität – rechts (PMK-rechts) wird angenommen, „wenn Bezüge zu völkischem Nationalismus, Rassismus, Sozialdarwinismus oder Nationalsozialismus ganz oder teilweise ursächlich für die Tatbegehung waren“.[3]
- Der Politisch motivierten Kriminalität – links (PMK-links) „werden Straftaten zugeordnet, wenn in Würdigung der Umstände der Tat und / oder der Einstellung des Täters Anhaltspunkte dafür vorliegen, dass sie einer ‚linken Orientierung‘ zuzurechnen sind, ohne dass die Tat bereits die Außerkraftsetzung oder Abschaffung eines Elements der freiheitlichen demokratischen Grundordnung zum Ziel haben muss. Insbesondere sind Taten dazuzurechnen, wenn Bezüge zu Anarchismus oder Kommunismus ganz oder teilweise ursächlich für die Tatbegehung waren.“[4]
- Der Politisch motivierten Kriminalität – ausländische Ideologie (PMK-ausländische Ideologie) werden Straftaten zugeordnet die „die wesentlichen aus dem Ausland stammenden ideologischen Hintergründe der Tat abbilden“.[5] Hauptsächlich sind dies Straftaten mit Türkeibezug mit den Unterthemen „PKK“ und „Kurden“.[6]

- Der Politisch motivierten Kriminalität – religiöse Ideologie (PMK-religiöse Ideologie) werden Straftaten mit religiös motiviertem/legitimiertem Hintergrund zugeordnet.[5]
- Der Bereich politisch motivierte Kriminalität – sonstige (PMK-sonstige) umfasst Straftaten, die sich keiner der anderen Unterkategorien zuordnen lassen.[7]

## Statistische Erfassung
Die PMK ist eine Eingangsstatistik. Sie erfasst Straftaten bei Aufnahme der polizeilichen Ermittlungen, d. h. anhand des Anfangsverdachts. Sollte sich die anfängliche Erfassung, Nicht-Erfassung oder Kategorisierung im Laufe der Ermittlung als falsch herausstellen, muss diese nachträglich korrigiert werden. Dabei finden Nachmeldungen und Korrekturen nur bis zum 31. Januar des Folgejahres Aufnahme in die jährlichen Statistiken. Von der polizeilichen Erfassung abweichende Entscheidungen der Staatsanwaltschaft und/oder des Strafgerichts werden in der Praxis regelmäßig nur bei besonders schwerwiegenden Taten berücksichtigt.
Die Polizeiliche Kriminalstatistik (PKS) erfasst als Ausgangsstatistik die bei der Polizei bekannt gewordenen Straftaten erst nach Abschluss der polizeilichen Ermittlungen vor Abgabe an die Staatsanwaltschaft. Im Gegenzug zur PMK umfasst die jährliche PKS daher die im Kalenderjahr abgeschlossenen Ermittlungen unabhängig vom Tatzeitpunkt. Mit Ausnahme der (echten) Staatsschutzdelikte, von Verkehrsdelikte und der Verstöße gegen Landesgesetze umfasst die PKS auch die Straftaten der PMK. Auf Grund der unterschiedlichen Erhebungsweisen sind die Daten jedoch nicht vergleichbar.
Nach Deliktarten erfolgt die Darstellung in den Teilmengen Politisch motivierte Gewalttaten, Terrorismus, Propagandadelikte, sonstige Delikte. Neben der Straftaten der Paragraphen § 129a und § 129b StGB werden dabei als Terrorismus auch die Katalogtaten des § 129a StGB auch einzelne Staatsschutzdelikte gefasst. Der Deliktbereich Gewaltkriminalität umfasst neben den klassischen Gewaltdelikten auch die einfache Körperverletzung und den Widerstand gegen Vollstreckungsbeamte, die in der Polizeilichen Kriminalstatistik nicht zu den Gewaltdelikten gezählt werden. Als Propagandadelikte werden Straftaten des Verbreiten von Propagandamitteln verfassungswidriger Organisationen und des Verwenden von Kennzeichen verfassungswidriger Organisationen erfasst.
Das Gesamtstraftatenaufkommen der PMK entwickelte sich im Berichtszeitraum unabhängig vom Trend der Straftaten insgesamt, die in der Polizeilichen Kriminalstatistik erfasst werden und deutlich rückläufig sind. Die PMK erreichte dagegen einen Tiefpunkt im Jahr 2003 mit 20.477 Straftaten. Bis 2016 hat sich die Zahl der Fälle mit 41.549 mehr als verdoppelt, ging danach wieder zurück, um 2019 annähernd wieder den Wert von 2016 zu erreichen. Deutlich über die Hälfte der Fälle sind rechtsmotivierte Straftaten. Bezogen auf die Straftaten insgesamt (2019: 5.436.401) machen sie jedoch nur 0,76 % aus.
Antisemitische Straftaten werden als PMK erfasst und im Themenfeld „Hasskriminalität“ (durch gruppenbezogene Vorurteile motivierte Straftaten) eingruppiert, die überwiegende Mehrheit davon (94,6 % im Jahr 2020) zählten zur Kategorie „PMK-rechts-“.

### Gesamtstraftatenaufkommen
Im folgenden Diagramm sind die gesamten Straftaten seit 2001 nach dem Phänomenbereich als übereinander gelegte Streifen dargestellt.
Anteile 2019:

### Politisch motivierte Gewalttaten
Die Politisch motivierten Gewalttaten sind eine Teilmenge des Gesamtstraftatenaufkommens und umfassen insbesondere Körperverletzungen und Tötungsdelikte. Außer den in der Polizeilichen Kriminalstatistik (PKS) zu Gewaltdelikten gezählten Straftaten, werden in der PMK-Statistik allerdings auch die Tatbestände einfache Körperverletzung und Widerstand gegen Vollstreckungsbeamte mitaufgeführt.
Anteile 2019 gesamt:
Davon Körperverletzungen:
Davon Tötungsdelikte:
Nach dem Terrorangriff der Hamas auf Israel 2023 berichtete das BKA von einem „sehr stark zunehmenden Anteil von politisch motivierter Kriminalität mit ausländischer beziehungsweise religiöser Ideologie“.

## Geschichte
Das „Definitionssystem Politisch motivierte Kriminalität“ wurde gemeinsam mit den „Richtlinien für den Kriminalpolizeilichen Meldedienst in Fällen Politisch motivierter Kriminalität (KPMD-PMK)“ von der Innenministerkonferenz am 10. Mai 2001 rückwirkend zum 1. Januar 2001 verabschiedet. Die Einführung der PMK löste sowohl die 1959 eingeführte „Polizeilichen Kriminalstatistik-Staatsschutz“ (PKS-S) als auch den 1961 eingeführte „Kriminalpolizeiliche Meldedienst in Staatsschutzsachen“ (KPMD-S) ab. Aufgrund unterschiedlicher Erfassungs- und Bewertungskriterien sind die statistischen Daten nicht vergleichbar.
Der Einführung des neuen Definitionssystems war eine gesellschaftliche Debatte über die Diskrepanz zwischen offiziellen und inoffiziellen Zahlen der Todesopfer rechtsextremer Gewalt in der Bundesrepublik Deutschland vorausgegangen. Im September 2000 veröffentlichten die Tageszeitungen Tagesspiegel und Frankfurter Rundschau eine Auflistung von 93 Todesopfern rechtsextremer Gewalt in Deutschland seit 1990. Die KPMD-S wies für den gleichen Zeitraum nur 25 Todesopfer aus. Eine Nachprüfung wurde veranlasst, wodurch sich die Zahl auf 36 Personen erhöhte. In der öffentlichen Debatte wurden die Methodik der KPMD-S und die Kompetenz der Sachbearbeiter vor Ort in Frage gestellt. Auch der Vorwurf einer bewussten Manipulation der Zahlen nach unten wurde erhoben. Die Diskussion um eine Neubewertung der anzuwendenden Kriterien und der Erstellung von Statistiken im Bereich Fremdenfeindlichkeit und Rechtsextremismus resultierte schließlich in der PMK.
Bis 2015 gab es den Phänomenbereich „PMK–Ausländer“, der seit 2016 in „PMK–Ausländische Ideologie“ und „PMK–Religiöse Ideologie“ aufgespalten wurde. Diese Unterscheidung wurde erforderlich, nachdem Straftaten in diesem Bereich in den besonderen Fokus der öffentlichen und sicherheitsbehördlichen Wahrnehmung gerückt waren.